# Niwari
Niwari è una suddivisione dell'India, classificata come nagar panchayat, di 20.711 abitanti, situata nel distretto di Tikamgarh, nello stato federato del Madhya Pradesh. In base al numero di abitanti la città rientra nella classe III (da 20.000 a 49.999 persone).

## Geografia fisica
La città è situata a 25° 21' 32 N e 78° 48' 11 E.

## Società

### Evoluzione demografica
Al censimento del 2001 la popolazione di Niwari assommava a 20.711 persone, delle quali 10.927 maschi e 9.784 femmine. I bambini di età inferiore o uguale ai sei anni assommavano a 1.483, dei quali 760 maschi e 723 femmine. Infine, coloro che erano in grado di saper almeno leggere e scrivere erano 12.439, dei quali 7.575 maschi e 4.864 femmine.